# 軍荼利明王

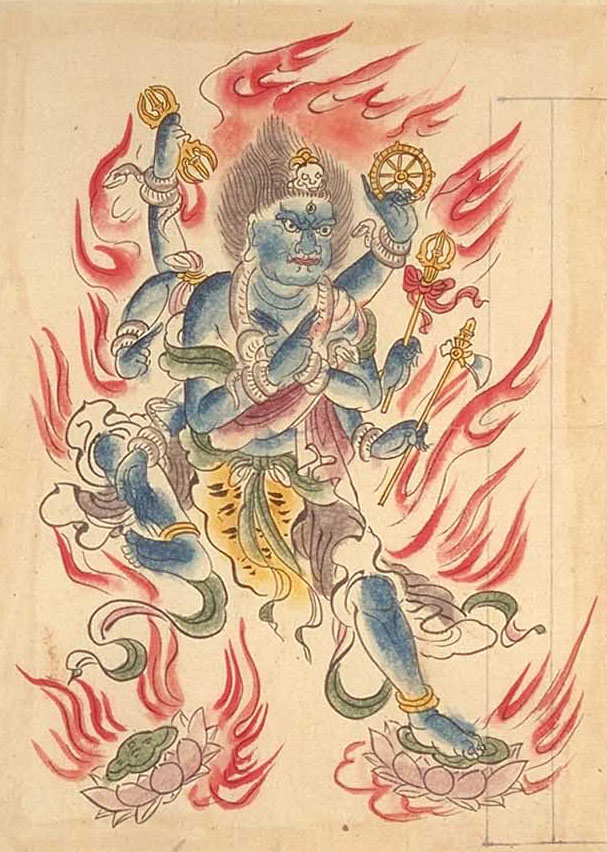
軍荼利明王　図像抄（平安時代）

軍荼利明王（ぐんだりみょうおう）は、密教の明王のひとつであり、宝生如来の教令輪身とされる尊格である。様々な障碍を除くとされ、五大明王の一尊としては南方に配される。

## 曼荼羅における軍荼利
胎蔵界曼荼羅においては、軍荼利明王として、金剛界曼荼羅においては、甘露軍荼利菩薩、金剛軍荼利菩薩、蓮華軍荼利菩薩がいる。これを三部軍荼利と呼ぶが、軍荼利明王に該当するのは甘露軍荼利菩薩、サンスクリットではアムリタ・クンダリン（amṛta-kuṇḍalin）である。アムリタとは、不死の霊薬のこと、クンダリンは水瓶、あるいは、とぐろを巻いた蛇のこと。
軍荼利明王は、疫病をもたらす毘那夜迦天（インドのガネーシャ）を調伏すると密教では解釈されている。
チベットでは十忿怒尊のヴィグナーンタカとなり、象頭神（ガネーシャ）を踏む。

## 軍荼利明王の起源と成立
軍荼利明王の成立は明王の中では古いようで、早くも『陀羅尼集経』（阿地瞿多訳、7世紀）に不動使者とともに金剛甘露軍荼利菩薩が登場している。日本に伝播した明王は中期密教の忿怒尊である。チベットでは、後期密教の影響を受けているため姿形や性格、人気のほどは異なる。
一説には、ヒンドゥー教のシャクティ崇拝を取り入れてこれを仏教の尊格としたものとも言われる。「軍荼利」はサンスクリット Kuṇḍalī の音写語である。クンダリーはヒンドゥー教の女神で、一種の夜叉とも解され、シャクティを表しているとされる。
ヒンドゥー教のハタ・ヨーガでは、人間には3回半巻きついた蛇として表象される「クンダリー」ないし「クンダリニー」 (kuṇḍalinī) という潜在エネルギーが宿っているとされる。クンダリニーはシヴァ神の力能（＝シャクティ）としての女神でもある。これを目覚めさせて中央脈管を上昇させ、シヴァ神のいる頭頂部に至らしめた時に解脱が得られるとされ、これを目指すヨーガを特にクンダリニー・ヨーガという。クンダリニーは、耳環、腕環、螺旋、巻き毛などを意味するサンスクリット語クンダラ（kuṇḍala）の派生語クンダリン（kuṇḍalin、「螺旋を有するもの」の意）の女性形主格である。在野のインド研究家の伊藤武は、ヨーガのクンダリニー女神は元は非アーリア系の不可触民に起源をもつ女神であったという説にふれ、ヨーガのクンダリニーの起源であるこの女神が仏教に取り入れられて、日本に伝わる途上の中国で性転換させられて女神から男尊の軍荼利明王になったと説明している。

## 姿形
軍荼利明王は一面八臂の姿で、手は2本の腕で三鈷印(大瞋印)を結び、他の腕には武器や斧を持ち、顔は三ツ目でとぐろを巻く蛇を身に纏った姿で像形されることが多い。

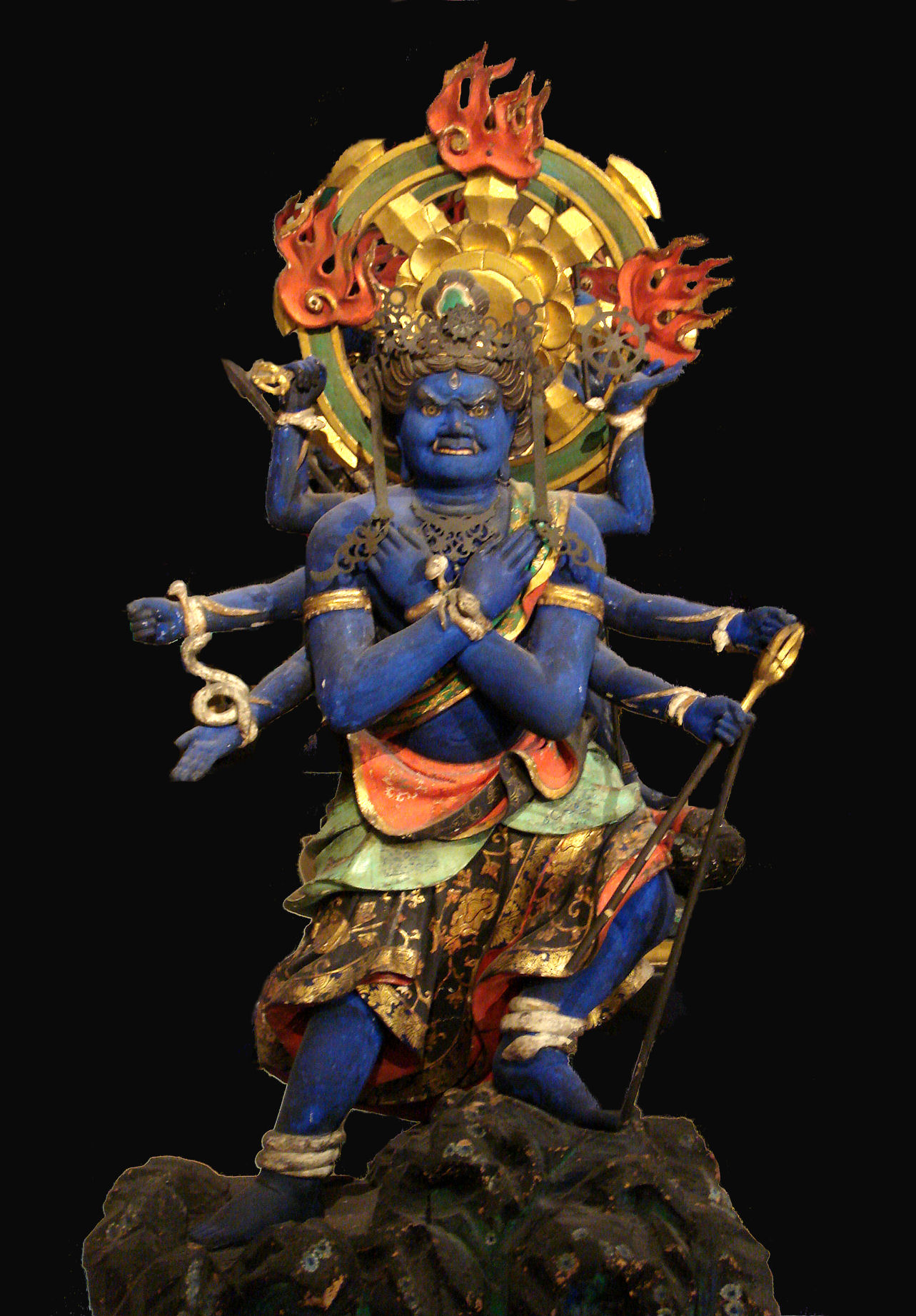
軍荼利明王（ギメ東洋美術館）

## 梵字
種子はहूं（hūṃ、ウン）。

## 真言
三昧耶真言（『甘露軍茶利菩薩儀軌』陀羅尼集経／第八 所収　軍茶利明王三昧耶真言）
ナウボウアラタンナウ・タラヤヤ・ノウマクシセンダ・マカバサラクロダヤ・トロトロ・チヒッタチヒッタ・マンダマンダ・カナカナ・アミリテイ・ウン・ハッタ・ソワカ（Namo ratna-trayāya namaś caṇḍa-mahāvajrakrodhāya oṃ hulu hulu tiṣṭha tiṣṭha bandha bandha hana hana amṛte hūṃ phaṭ svāhā）

甘露軍荼利真言
オン　アミリテイ　ウン　ハッタ（Om amṛte hūṃ phaṭ）
「帰命したてまつる、甘露尊よ、祓いたまえ、浄めたまえ」

金剛軍荼利真言
オン　キリキリ　バザラ　ウン　ハッタ（Oṃ khili khili vajra hūṃ phaṭ）

「オーン 笑声金剛よ。祓いたまえ、浄めたまえ」